# NGC 3071
NGC 3071 ist eine linsenförmige Galaxie vom Hubble-Typ S0 im Sternbild Löwe am Nordsternhimmel. Sie ist schätzungsweise 285 Millionen Lichtjahre von der Milchstraße entfernt und hat einen Durchmesser von etwa 45.000 Lichtjahren.
Im selben Himmelsareal befindet sich u. a. die Galaxie NGC 3067.
Das Objekt wurde am 10. März 1886 vom österreichischen Astronomen Johann Palisa entdeckt.